# マロンベ湖
マロンベ湖（マロンベこ、Lake Malombe）は、マラウイ南部州の湖である。マラウイ湖を水源とするシーレ川の途中にあり、マラウイ湖との距離はおよそ13kmである。湖の面積は約450km²で、南北の長さは30km、東西の幅は15kmであり、2000年度の時点では、湖の近くで少なくとも45の村々に漁師とその家族のおよそ6万9000人が暮らしている。
近年、この湖で漁を行う漁師の数が大幅に増加したため、チャンボなど数種類の魚の数が減少しつつある。